# Lambunot Tanoh
Lambunot Tanoh is een bestuurslaag in het regentschap Aceh Besar van de provincie Atjeh, Indonesië. Lambunot Tanoh telt 128 inwoners (volkstelling 2010).